# Оджаев, Владимир Борисович
Владимир Борисович Оджа́ев (род. 13 сентября 1955г., г. Слуцк, Минская область) — белорусский физик, доктор физико-математических наук, профессор, заведующий кафедрой физики полупроводников и наноэлектроники физического факультета БГУ, соруководитель научной школы по физике и технике полупроводников, учёный в области полупроводниковой микро- и наноэлектроники, радиационной физики полупроводников и высокомолекулярных соединений, ЭПР-спектроскопии композиционных материалов и полимеров.

## Биография
Родился 13 сентября 1955 года в городе Слуцке Минской области.
В 1977 году с отличием  окончил физический факультет БГУ.
Работал инженером, ассистентом, младшим и старшим научным сотрудником, заведующим научно-исследовательской лаборатории физики и техники полупроводников (1991), начальником научно-исследовательской части (НИЛ).
С 1981 года обучался в аспирантуре Чешского технического университета в Праге.
В 1985 успешно защитил диссертацию на соискание учёной степени кандидата физико-математических наук на тему "Исследование имплантированных полупроводниковых слоев аналитическими методами ядерной физики" в Чешском университете.
С 1996  по 1997 год работал начальником научно-исследовательской части БГУ.
С 1997 по 2004 год - проректор БГУ.
В 1999 году защитил докторскую диссертацию на тему «Генерация, взаимодействие и отжиг радиационных дефектов в кремнии, арсениде галлия и высокомолекулярных соединениях при последовательной ионной имплантации», ему была присвоена степень доктора физико-математических наук.
В 2000 году присвоено учёное звание профессора.
С 2001 года – проректор по учебной работе Белгосуниверситета.
С 2004 года –  заведующий кафедрой физики полупроводников и наноэлектроники БГУ.

## Награды и премии
Награждён Почётными грамотами Министерства высшего и среднего специального образования БССР (1981), Совета Министров Республики Беларусь (1999), ОАО «Интеграл» Архивная копия от 18 июля 2017 на Wayback Machine. В 2008 году стал лауреатом премии имени А.Н.Севченко за цикл работ «Структурированные углеродные материалы: кластеры, нанотрубки, ионно-имплантированные полимеры и алмазы», удостоен звания «Отличник образования Республики Беларусь»
2 февраля 2011 г. награждён почётной грамотой Белорусского республиканского фонда фундаментальных исследований Архивная копия от 20 июля 2017 на Wayback Machine

## Основные публикации

### Книги
1. Sviridov D.V., Odzhaev V.B., Kozlov I.P. Ion-Implanted Polymers, in: Electrical and Optical Polymers Systems (Ed. T.Wise). - New York: Marcel Dekker Publ., 1997. - P.387-422. Архивная копия от 29 июня 2020 на Wayback Machine
2. Оджаев В.Б., Козлов И.П., Попок В.Н., Свиридов Д.В. Ионная имплантация полимеров. - Мн.: Белгосуниверситет, 1998. - 197 с.
3. Оджаев В.Б., Попок В.Н., Азарко И.И. Физика электропроводящих полимеров: Курс лекций для студентов физического факультета. – Мн.: БГУ, 2000. – 82 с.
4. Оджаев В.Б., Веренчиков И.Р., Бычковский П.М., Попок Р.П. Основные направления социальной политики и воспитательной работы университета. – Мн.: БГУ, 2000. – 190 с.
5. Оджаев В.Б., Свиридов Д.В., Карпович И.А., Понарядов В.В. Современные методы исследования конденсированных материалов. Курс лекций для студентов физического и химического факультетов. – Мн.: БГУ, 2003. – 82 с. Архивная копия от 28 июля 2020 на Wayback Machine
6. В. Б. Оджаев, В. С. Просолович, Ю. В. Сидоренко, А. Р. Челядинский. Тенденции в развитии электроники и электронной промышленности: курс лекций. – Мн.: БГУ, 2010. – 264 с.

### Статьи
1. Видра М., Гнатович В., Квитек И., Новы Ф., Обрусник П., Оджаев В.Б., Онгейзер П. Микроэлементный анализ анализ PIXE. // Czech. J. Phys., B34 1984, Р.1315-1323.
2. Видра М., Гнатович В., Квитек И., Новы Ф., Обрусник П., Оджаев В.Б., Джмурань Р., Гоффман И., Рыбка В. Использование энергетических заряженных частиц для аналитических задач. // Chemicke listy N79 1985, S.1017-1030.
3. Видра М., Гнатович В., Квитек И., Новы Ф., Обрусник П., Оджаев В.Б., Джмурань Р., Гоффман И. Исследования дефектов в кремнии с помощью каналирования.// Czech.J.Phys., B35 1985, Р.465-468.
4. Елинкова Х., Рыбка В., Оджаев В.Б., Гнатович В., Квитек И., Червена Я. Лазерный отжиг кремния, имплантированного висмутом. // Phys.stat.sol. (a) 95(1986), p. 511-515.
5. Оджаев В.Б., Сернов С.П., Янченко А.М. Влияние ростовых и термических дефектов на пространственное распределение рекомбинационных параметров в кремнии. // Электронная техника, сер.Материалы, вып.3/224, 1987, C.74-76.
6. Елинкова Х., Рыбка В., Оджаев В.Б., Гнатович В., Квитек И., Червена Я. Лазерный отжиг GaAs, имплантированного дуально Si и P ионами.// Czech.J.Phys., B37, 1987, p. 919-923.
7. Аль-Баккур Ф., Дидык А.Ю., Козлов И.П., Оджаев В.Б., Просолович В.С., Сохацкий А.С. Свойства слоев кремния, созданных имплантацией ионов высоких энергий // Матер. электрон. техн. - 1991. - Сер. 6, N 6. - С. 39-40.
8. Аль-Баккур Ф., Дидык А.Ю., Козлов И.П., Оджаев В.Б., Просолович В.С., Сохацкий А.С., Толстых В.П. Отжиг радиационных дефектов в кремнии, облучённом ионами с энергией 1 МэВ/нуклон // Матер. электрон. техн. - 1991. - Сер. 6, N 6. - С. 34-35.
9. Аль-Баккур Ф., Дидык А.Ю., Козлов И.П., Оджаев В.Б., Петров В.В., Просолович В.С., Сохацкий А.С. Особенности дефектообразования в кремнии при высокоэнергетичной имплантации бора // ФТП. - 1991. - Т. 25, N10. - С. 1841-1844.
10. Аль-Баккур Ф., Дидык А.Ю., Козлов И.П., Оджаев В.Б., Петров В.В., Просолович В.С., Сохацкий А.С., Янковский О.Н. Процессы отжига и перестройки радиационных дефектов в кремнии, имплантированном высокоэнергетичными ионами бора // ФТП. - 1993. - Т. 27, N 5. - С. 829-831.
11. Козлов И.П., Оджаев В.Б., Попок В.Н., Просолович В.С., Особенности радиационного дефектообразования при двойной ионной имплантации в кремний // Вакуумная техника и технология. - 1994. - Т. 4, N 2. - С. 36-38.
12. Азарко И.И., Козлов И.П., Козлова Е.И., Оджаев В.Б., Пенина Н.М., Рубка В., Янковский О.Н. Ионная имплантация полимерных плёнок // Вакуумная техника и технология. - 1993. - Т.4, N 2. - С. 36-38.
13. Козлов И.П., Оджаев В.Б., Попок В.Н., Просолович В.С., Влияние двойной ионной имплантации B + N и B + Ar на электрические свойства кремния // Вакуумная техника и технология. - 1994. - Т. 4, N 3. - С. 25-28.
14. Оджаев В.Б., Карпович И.А., Козлов И.П., Азарко И.И., Свиридов Д.В. Тонкопленочный переключатель - Пат. С1 BY, МПКH 01L 29/51. /. - № 2259 Заявл. 28.11. 1994; Опубл. 30.09.1998 // Афіцыйны бюлетэнь / Дзярж. Пат. Камітыт Рэсп. Беларусь. - 1998.
15. Азарко И.И., Карпович И.А., Козлов И.П.,Оджаев В.Б., Свиридов Д.В. Электропроводящие свойства ионно-имплантированного полиэтилена // Поверхность, 1999.-№ 11. С.80-84.
16. Азарко И.И., Гончаров В.К., Оджаев В.Б., Петров С.А., Пузырев М.В. Структура алмазоподобных углеродных плёнок, синтезированных методом лазерного испарения графита в вакууме // Инженерно-физический журнал. —2004. —Т.77, № 4 —С. 79-82. Journal of Engineering Physics and Thermophysics. - Volume 77, Issue 4, 2004, Pages 762-765.
17. Бринкевич Д.И., Оджаев В.Б., Просолович В.С., Янковский Ю.Н. Процессы радиационного дефектообразования в имплантированном иттербием кремнии // Поверхность. Рентген., синхротр. и нейтрон. исслед. – 2005. – № 1. – С.35-38.
18. Бринкевич Д.И., Оджаев В.Б., Просолович В.С., Янковский Ю.Н. Перераспределение примесей при отжиге кремния, имплантированного бором и иттербием // Поверхность. Рентген., синхротр. и нейтрон. исслед. – 2006. – № 8. – С.80-83.
19. И. А. Башмаков, В. А. Доросинец, Ф. Н. Капуцкий, Т. Ф. Тихонова, С. М. Лукаше-вич, В. Б. Оджаев. Импедансная спектроскопия углеродного волокна, содержащего нанокластеры //Перспективные материалы.– 2008. - № 1 - С.51-56.
20. Архивная копия от 10 июня 2020 на Wayback Machine Adakimchik A., Azarko I.  , Ivanovskaya M.  , Kotsikau D., Lukashevich M. , Odzhaev V. Transport and magnetic resonance characteristics of SiO 2-y- Fe2O 3 composites obtained by sol gel method //Przeglad Elektrotechniczny. - Volume 84, Issue 3, -2008, -Pages 209-210.
21. В.И.Плебанович, А.И. Белоус, А.Р.Челядинский, В.Б. Оджаев. Создание бездислокационных ионно-легированных слоев кремния. ФТТ. 2008. т.50. в.8. с. 1378-1382. Physics of the Solid State. -Volume 50, Issue 8, August 2008, Pages 1433-1437.
22. Оджаев, В.Б. Зависимость электропроводности пленочных композитов SiO2–γ-Fe2O3 во влажном воздухе /А. В. Адакимчик, Н. И. Горбачук, М. И. Ивановская, Д. А. Ко-тиков, М. Г. Лукашевич, В. Б. Оджаев, Ю. В. Сидоренко //Журнал физической химии, 2010, том 84, -№ 4, с. 1–6. Russian Journal of Physical Chemistry A. -Volume 84, Issue 4, April. - 2010, - Pages 684-688.
23. Бринкевич Д.И., Оджаев В.Б., Просолович В.С., Янковский Ю.Н., Партыка Я. Электрофизические свойства КМОП-структур, созданных высокоэнергетичной ионной имплантацией // Przeglad elektrotechniczny. – 2010. – R.86, № 7. – C.184-186.
24. Вабищевич C.А., Бринкевич Д. И., Волобуев В.С., Нажим Ф.А., Лукашевич М.Г., Валеев В.Ф., Хайбуллин Р.И., Оджаев В.Б. Физико-механические свойства приповерхностных слоев полиэтилентерефталата и полиимида, модифицированных имплантацией ионов никеля // Вестник Полоцкого университета. Серия С. Фундаментальные науки. – 2010. – № 9. – C.105-111.
25. Ф.А. Нажим, М.Г. Лукашевич, В.И. Нуждин, Р.И. Хайбуллин, В.Б. Оджаев. Особенности электрических свойств плёнок полиимида, имплантированных ионами меди и кобальта / Ф.А. Нажим [и др.] //  Известия  Нац. Акад. Наук Беларусь. Сер. Физ.–Мат. наук. – 2010. – №.2. – С. 100–105.
26. Ф.А. Нажим, М.Г.Лукашевич, В.В. Базаров, Р.И. Хайбуллин, В.Б. Оджаев Магниторезистивный эффект в полимерных композитах с нанокластерами магнитных и немагнитных металлов// Вестник БГУ. Сер. 1., 2010. - № 4. – С. 22- 26. Архивная копия от 26 апреля 2018 на Wayback Machine
27. I.Azarko, Yu.Bumai, V.Volobuev, P.Zhukowski, M.Lukashevich, V.Odzhaev. AFM, ESR and optic study of Sb+ ions implanted photoresist // Przeglad elektrotechniczny, 2010. - № 7. – P. 270 – 271.
28. Оджаев, В.Б. Оптические свойства плёнок полиимида, имплантированных ионами серебра / Ю.А Бумай,. В.Ф.Валеев, Н.И.Долгих, М.Г.Лукашевич, Ф.А.Нажим, В.И Нуждин. // Материалы, технологии, инструменты. 2010. – Т. 15, № 4 – с.54 -58. Архивная копия от 8 июня 2020 на Wayback Machine
29. Вабищевич Н.В., Вабищевич С.А., Бринкевич Д.И., Волобуев В.С., Лукашевич М.Г., Оджаев В.Б., Просолович В.С. Микроиндентирование структур фотополимер-кремний // Вестник Полоцкого университета. Серия С. Фундаментальные науки. – 2011. – № 4. – C.77-83. Архивная копия от 11 июня 2020 на Wayback Machine
30. Бринкевич Д.И., Оджаев В.Б., Петлицкий А.Н., Просолович В.С. Ростовые кислородсодержащие дефекты в кремнии, выращенном в слабом вертикальном магнитном поле // Микроэлектроника. – 2011. – Т.40, № 4. – C.309-312.
31. А.Р. Челядинский, В.Б. Оджаев. Эффект Воткинса в полупроводниках. Явление и приложения в микроэлектронике. Вестник БГУ. Сер.1. № 3. 2011. С.10-17. Архивная копия от 24 апреля 2018 на Wayback Machine
32. Лукашевич М.Г., Оджаев В.Б., Горбочук Н.И., Ивановская М.И., Котиков Д.А., Сидоренко Ю.В. Способ определения влажности окружающей среды. Патент на изобретение РБ № 15041.Зарегистрирован 2011.07.13.  BY 15041 C1 2011.10.30.
33. Ю.А. Бумай, Н.И. Долгих, А.А. Харченко, М.Г. Лукашевич, В.Б. Оджаев Оптические характеристики плёнок полиимида, имплантированных ионами B+ и Ag+ // Вестник БГУ, серия 1, № 2, 2011 С. 41-44. Архивная копия от 10 мая 2018 на Wayback Machine
34. П.К. Садовский, А.Р. Челядинский, В.Б. Оджаев, А.С., А.С. Турцевич, В.И. Плебанович, А.И. Белоус, Ю.Б. Васильев. Способ формирования геттерного слоя в пластинах кремния. 10 ноября 2011г, номер а20111498.
35. Оптические характеристики композита, полученного имплантацией ионов серебра в полиэтилентерефталат. / Ю. А. Бумай, В. С. Волобуев, В. Ф. Валеев, Н. И. Долгих, М. Г. Лукашевич, Р. И. Хайбуллин, В. И. Нуждин, В. Б. Оджаев // Журнал прикладной спектроскопии. – 2012. – Т. 79. –№ 5. – C.781–787.  Journal of Applied Spectroscopy.- Volume 79, Issue 5, November .-2012, -Pages 773-779.
36. Белоус А.И., Прибыльский А.В., Оджаев В.Б. Алгоритм контроля логических схем методом второй производной // Вестник БГУ. Серия 1. Физика.Математика.Информатика. – 2012. – № 3. – C.30-32. Архивная копия от 3 мая 2018 на Wayback Machine
37. П.К. Садовский, А.Р.Челядинский, В.Б. Оджаев, П.И. Гайдук, А.И. Белоус, В.И. Плебанович, Ю.Б. Васильев. Структурные и электрофизические параметры сильно легированных слоев кремния n-типа, создаваемых ионной имплантацией. //Микроэлектроника.- 2013.- Т.42. № 1.- С. 1-6.
38. Модификация оптических свойств плёнок полиамида имплантацией ионов углерода / Ю. А. Бумай, Н. И. Долгих, И.А.Карпович, А.А.Харченко, М. Г. Лукашевич, В. Б. Оджаев // Материалы.Технологии.Инструменты. – 2012. –№ 4. – C..
39. М. Джадан, А.Р. Челядинский, В.Б. Оджаев. Локализация атомов углерода и протяжённые нарушения в кремнии, имплантированном ионами С+, В+ и совместно С+ и В+ //Физика твердого тела. – 2013. – Т.55, В.2, С.243-246.
40. П.К. Садовский, А.Р.Челядинский, В.Б. Оджаев, П.И. Гайдук, А.И. Белоус, В.И. Плебанович, Ю.Б. Васильев. Совместная имплантация сурьмы и фосфора в кремний // Доклады НАН Б. – 2013. – Т.57, № 1, С.46-50.
41. П.К. Садовский, А.Р. Челядинский, В.Б. Оджаев, М.И. Тарасик, А.С. Турцевич, Ю.Б. Васильев. Создание геттера в кремнии путём имплантации ионов сурьмы // Физика твердого тела, 2013, том 55, вып. 6, стр. 1071-1073. Архивная копия от 29 марта 2017 на Wayback Machine